# Oncocnemis tinkhami
Oncocnemis tinkhami är en fjärilsart som beskrevs av Mcdunnough 1933. Oncocnemis tinkhami ingår i släktet Oncocnemis och familjen nattflyn. Inga underarter finns listade i Catalogue of Life.